# Coupe d'Union soviétique masculine de handball
 (août 2020).
Si vous disposez d'ouvrages ou d'articles de référence ou si vous connaissez des sites web de qualité traitant du thème abordé ici, merci de compléter l'article en donnant les références utiles à sa vérifiabilité et en les liant à la section « Notes et références ».
La Coupe d'Union soviétique était une compétition de clubs masculins de handball en Union des républiques socialistes soviétiques. Elle a disparu en 1992 à la suite de la dislocation de l'URSS.
Depuis, lui ont notamment succédé les Coupes de Russie, d'Ukraine ou encore de Biélorussie.

## Palmarès
| Année | Vainqueur      | Finaliste |
| ----- | -------------- | --------- |
| 1980  | SKA Minsk      | ?         |
| 1981  | SKA Minsk      | ?         |
| 1982  | SKA Minsk      | ?         |
| 1983  | ?              | ?         |
| 1984  | CSKA Moscou    | ?         |
| 1985  | CSKA Moscou    | ?         |
| 1986  | CSKA Moscou    | ?         |
| 1987  | SKIF Krasnodar | ?         |
| 1988  | SKIF Krasnodar | ?         |
| 1989  | SKIF Krasnodar | ?         |
| 1990  | SKIF Krasnodar | ?         |
| 1991  | SKIF Krasnodar | ?         |
| 1992  | SKIF Krasnodar | ?         |

## Bilan par club
| Club           | Nb | Titres                                               | République actuelle |
| -------------- | -- | ---------------------------------------------------- | ------------------- |
| SKIF Krasnodar | 6  | 1987, 1988, 1989, 1990, 1991, 1992[réf. à confirmer] | Russie              |
| SKA Minsk      | 3  | 1980, 1981, 1982[réf. à confirmer]                   | Biélorussie         |
| CSKA Moscou    | 3  | 1984, 1985, 1986[réf. nécessaire]                    | Russie              |
| ?              | ?  | 1983                                                 | ?                   |